# Roter Ochse

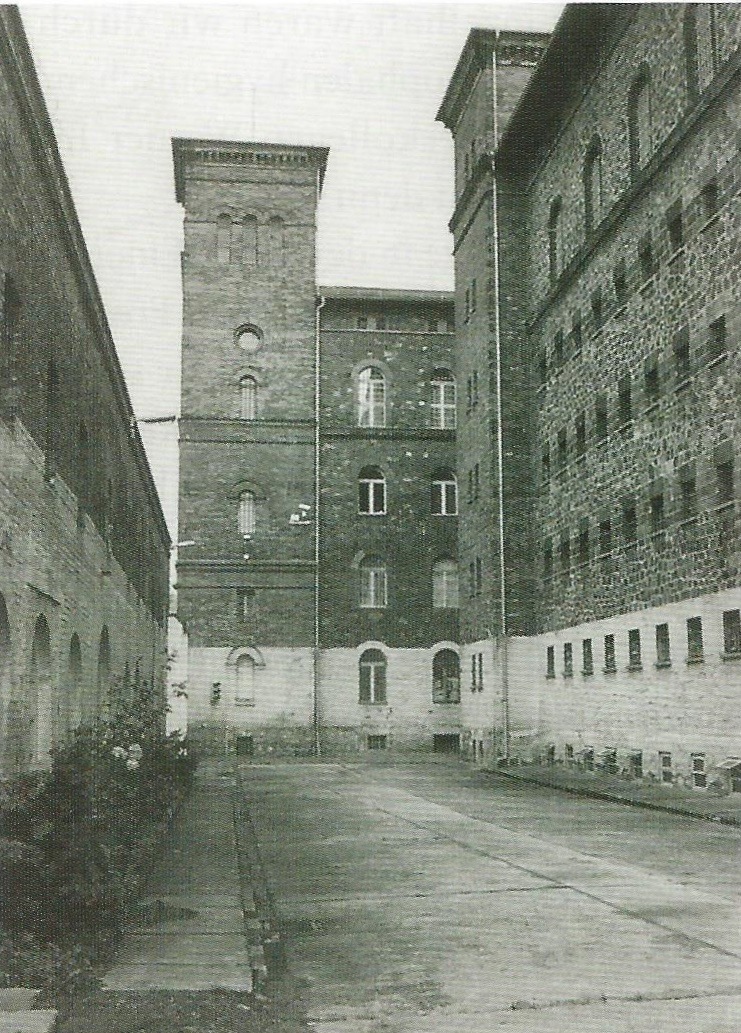
Roter Ochse im Jahr 1990

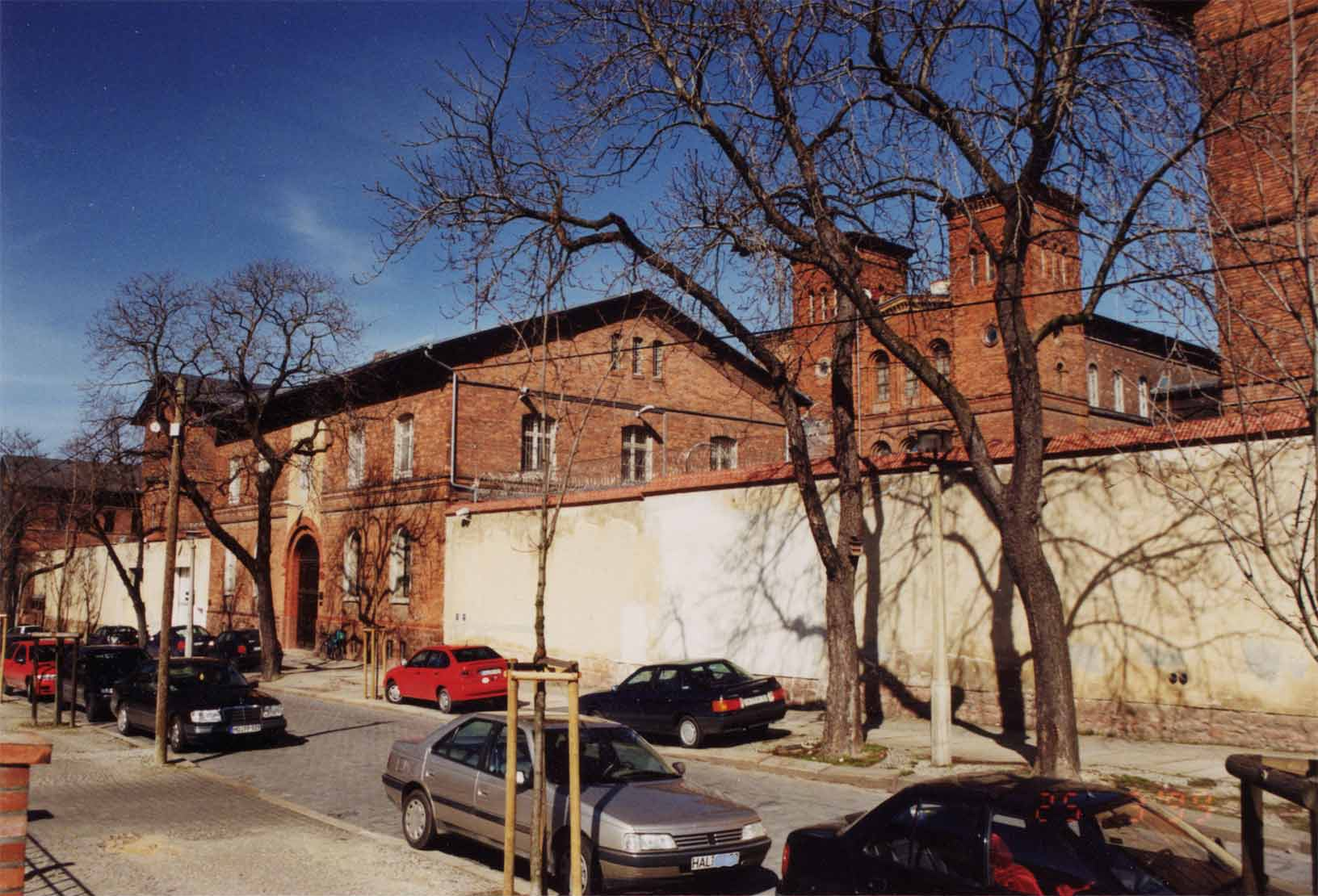
1999

Der Rote Ochse (heute JVA Halle I) ist eine Justizvollzugsanstalt in Halle (Saale), Am Kirchtor 20. Der Name ist seit Ende des 19. Jahrhunderts nachweisbar, seine Herkunft ist unklar. Er soll auf die Farbe des Mauerwerkes des Gebäudes zurückzuführen sein.
Seit 1996 befindet sich dort auch eine Gedenkstätte.

## Justiz-Geschichte

### Preußen
Nach sechsjähriger Bauzeit wurde der Rote Ochse 1842 als „Königlich-Preußische Straf-, Lern- und Besserungsanstalt“ in Betrieb genommen. Am 7. Februar 1885 wurden im Anstaltshof die Anarchisten August Reinsdorf und Emil Küchler hingerichtet. Sie hatten am 28. September 1883 mit dem Attentat am Niederwalddenkmal in Rüdesheim versucht, Kaiser Wilhelm I. zu töten. Im Ersten Weltkrieg saß von Februar bis August 1917 der Soldat und spätere Reichstagsabgeordnete der KPD Werner Scholem in Halle ein, der wegen einer Teilnahme an einer Anti-Kriegsdemonstration in Uniform im Januar 1917 zu zehn Monaten Haft verurteilt worden war. Die letzten Wochen seiner Strafe saß er im Zentralfestungsgefängnis in Spandau ab.

### Zeit des Nationalsozialismus
In den Anfangsjahren der nationalsozialistischen Herrschaft diente der Rote Ochse von 1933 bis 1935 als Gefängnis und sogenanntes „Schutzhaftlager“. Ab 1935 wurde er als Zuchthaus überwiegend für politische Gefangene genutzt. Auf Grund einer Verfügung des Reichsjustizministeriums vom 19. März 1939 diente der Rote Ochse ab 1942 bis April 1945 auch als zentrale Hinrichtungsstätte. Bis Kriegsende starben hier 549 Gefangene aus 15 Ländern durch Fallbeil oder Hängen.
Die Körper der Hingerichteten oder Teile davon wurden zum Teil für wissenschaftliche Zwecke verwendet. So wurden auf Verlangen des Physiologen Gotthilft von Studnitz hin mindestens 35 Delinquenten unmittelbar nach dem Tod für Forschungen bezüglich der Dunkeladaption die Augen entnommen.

### Sowjetische Besatzungszone und Deutsche Demokratische Republik
Wenige Wochen nach Kriegsende zog die US Army aus Halle ab. Ab Juli 1945 nutzte die sowjetische Besatzungsmacht das Gefängnis als Haft- und Internierungslager des NKWD. Bis 1950 fanden im Roten Ochsen sowjetische  Militärgerichtsverfahren gegen Tausende Gefangene aus ganz Sachsen-Anhalt statt. Danach teilten sich die Nutzung des Gebäudes das Ministerium des Innern und das Ministerium für Staatssicherheit (MfS) der DDR. Neben der Verwendung für den Strafvollzug mit 470 Haftplätzen für weibliche Gefangene aus der gesamten DDR diente der Rote Ochse seit 1952 dem MfS als Untersuchungshaftanstalt. Während des Aufstands des 17. Juni wurde aus dem Gefängnis heraus der Doktorand Gerhard Schmidt von der Polizei erschossen.
Der Rote Ochse war Dienstsitz der MfS-Abteilungen VIII (Beobachtung und Ermittlung), IX (Untersuchungsorgan) und XIV (Untersuchungshaft und Strafvollzug) sowie der Arbeitsgruppe XXII (Terrorabwehr) der MfS-Bezirksverwaltung Halle. Bis zum Jahr 1989 durchliefen in Halle über 9.000 Personen die MfS-Untersuchungshaft.

### Bundesrepublik Deutschland
Inzwischen ist der Rote Ochse Justizvollzugsanstalt (JVA Halle I). Für Angelegenheiten der Strafvollstreckungsordnung, welche in der JVA Halle I inhaftierte Gefangene betreffen, ist die Strafvollstreckungskammer des Landgerichts Halle zuständig.

## Gedenkstätte
Seit dem 15. Februar 1996 befindet sich im Roten Ochsen im ehemaligen Hinrichtungsgebäude der NS-Justiz, das vom MfS zum Vernehmergebäude umgebaut worden war, eine Gedenkstätte für die Opfer politischer Verfolgung in den Jahren 1933 bis 1945 und 1945 bis 1989. Die Gedenkstätte will zugleich Lern-, Bildungs- und Forschungsort sowie Ort der Trauer, des Erinnerns und des Gedenkens sein. In drei Stockwerken ist nach Neukonzeption seit dem 15. Februar 2006 eine Dauerausstellung zu sehen. Zusätzlich gibt es einen Bereich für Wechselausstellungen.
Leiter der Gedenkstätte ist Michael Viebig. Die Gedenkstätte ist Teil der Stiftung Gedenkstätten Sachsen-Anhalt.